# Città storica di Ahmadabad
La città storica di Ahmadabad, vecchia Ahmedabad o città murata di Ahmedabad, in India, fu fondata da Ahmad Shah I del Sultanato del Gujarat nel 1411. Rimase la capitale del Sultanato del Gujarat e in seguito un importante centro politico e commerciale. Oggi, nonostante sia diventata estremamente affollata e fatiscente, funge ancora da cuore simbolico di Ahmedabad. È stata inscritta come città patrimonio dell'umanità dall'UNESCO nel luglio 2017.

## Storia
I primi insediamenti erano situati a sud dell'attuale centro storico e sulla sponda del fiume Sabarmati. Era conosciuta come Ashaval o Ashapalli e Asha Bhil era re di Ashaval. Nell'XI secolo, la dinastia Karna di Chaulukya che governava da Anhilwad Patan (1072-1094) fece della città la sua capitale e la chiamò Karnavati (città di Karan), Shrinagar (città prospera) o Rajnagar (città del re).
Nel 1411 Ahmed Shah I pose le fondamenta del Forte di Bhadra partendo da Manek Burj, il primo bastione della città, che fu completato nel 1413. Fondò anche la prima piazza della città, Manek Chowk, entrambe associate alla leggenda del santo indù Maneknath. Il suo Sultanato del Gujarat (1411-1573) governò dalla città fino al 1484. Suo nipote Mahmud Begada trasferì la capitale da Ahmedabad a Muhammadabad, dal 1484 al 1535, ma realizzò la seconda fortificazione della città. Più tardi Ahmedabad divenne nuovamente capitale del sultanato fino a quando non cadde in mano ai Moghul nel 1573. Durante il dominio Moghul (1572-1707), il forte di Bhadra servì come sede del governatore del Gujarat. La città fiorì con l'aggiunta di numerosi insediamenti dentro e intorno ad essa. Della popolazione della città non esiste alcuna stima corredata da fonte certa.
C'è una stima delle dimensioni della città in documenti dell'epoca: Ferishta, Ain-i-Akbari e Mirat-i-Ahmadi. Secondo l'Ain-i-Akbari (1580), vi erano 360 pura, di cui solo ottantaquattro allora fiorenti; secondo Ferishta c'erano, nel 1600, 360 mahalla, ciascuno circondato da un muro; il Mirat-i-Ahmadi in un passaggio dice che un tempo il suo stato popoloso era tale che conteneva 380 pura, ciascuno dei quali era un considerevole quartiere quasi una città; in un altro passaggio cita dodici rioni cittadini e altri fuori, e nel suo resoconto dettagliato della città cita per nome 110 sobborghi di cui 19 vennero creati sotto il dominio Moghul. Il viaggiatore tedesco Mandelslo (1638) menzionò che i sobborghi e i villaggi dipendenti erano sparsi per quasi sette leghe. Durante la guerra tra Moghul e Maratha (1707-1753) per il controllo della città, questa subì dei danneggiamenti e diversi sobborghi si spopolarono. Le mura della città vennero danneggiate nelle battaglie e il commercio ne rimase colpito. Le entrate della città vennero divise tra i sovrani Moghul e Maratha.
Più tardi, durante il governo Maratha (1758-1817), le entrate della città furono divise tra Peshwa e Gaekwad. Questi danneggiarono l'economia della città con l'imposizione di una maggiore tassazione. Nel 1817, Ahmedabad cadde sotto il dominio della British Company che stabilizzò politicamente la città e migliorò il commercio. La popolazione passò da 80.000 abitanti nel 1817 a circa 88.000 nel 1824. Durante gli otto anni successivi fu imposto un cespite speciale sul burro chiarificato e altri prodotti e al costo di 25.000 sterline furono riparate le mura della città. Nello stesso periodo fu stabilito un cantone in un sito a nord della città. La popolazione salì (1816) a circa 95.000 abitanti. I fondi pubblici rimanenti dopo la riparazione delle mura furono utilizzati per scopi comunali. La città vecchia continuò ad essere il centro delle attività politiche durante il movimento per l'indipendenza indiana sotto il Mahatma Gandhi.

## Forte e Porte

### Forte
Di forma quadrata, che racchiudeva un'area di circa 17,5 ettari, il forte di Bhadra aveva otto porte, tre grandi, due nell'est e una nell'angolo sud-ovest, tre di medie dimensioni, due al nord e uno al sud e due piccole, a ovest. La costruzione della Moschea Jama Ahmedabad, fu completata nel 1423. Con l'espansione della città, le mura furono ampliate. Così, nel 1486, fu realizzata la seconda fortificazione da Mahmud Begada, nipote di Ahmed Shah, con un muro esterno pari a un perimetro di 10 km con 12 porte, 189 bastioni e oltre 6.000 merli come descritto in Mirat-i-Ahmadi. La cinta muraria della seconda fortificazione, che correva ad ovest per circa 3 km lungo la sponda del Sabarmati, e si estendeva ad est in forma semicircolare, comprendeva in passato un'area di 5,2 km quadrati.

### Porte
La maggior parte delle persone crede che Ahmedabad avesse 12 porte, ma alcuni storici hanno suggerito che ce ne fossero 16. Più tardi alcuni indologi scoprirono che Ahmedabad aveva 21 porte. Il forte Bhadra aveva 8 porte. Nella cinta muraria del secondo forte c'erano diciotto porte, quindici grandi e tre piccole. Delle quindici, una venne chiusa e due vennero aggiunte in seguito. Queste porte erano, a partire dall'angolo nord-ovest, tre nella zona nord, la Shahpur a nord-ovest, la Delhi a nord e la Dariyapur a nord-est, quattro nella zona orientale, la Premabhai, una porta costruita dagli inglesi, a nord-est, la Kalupur a est, la Panchkuva, costruita dagli inglesi, a est, e la Sarangpur a sud-est. Quattro nella zona sud, la Raipur e l'Astodiya a sud-est, e la Mahuda, la porta chiusa, e la Jamalpur a sud e sette nella zona occidentale, la Khan Jahan, Raikhad e Manek nel sud-ovest, le tre porte della cittadella, Ganesh, Ram e Baradari al centro e la porta Khanpur a nord-ovest. Due nuove porte, Prem Darwaja e Panchkuva, vennero aggiunte dagli inglesi dopo l'apertura delle ferrovie nel 1864.

## Quartieri
Un  Pol è un tipico agglomerato abitativo della città vecchia. Esistono ben 356 "pol" descritti in opere storiche. La forma del complesso abitativo venne realizzata durante il governo condiviso Moghul-Maratha (1738-1753) a causa della tensione religiosa tra indù e musulmani.

## Passeggiata del patrimonio
La Ahmedabad Municipal Corporation, in associazione con la Fondazione CRUTA, organizza ogni mattina una passeggiata attraverso la città vecchia partendo da Kalupur Swaminarayan Mandir e finendo a Jama Masjid. La passeggiata copre diversi luoghi sociali, religiosi e architettonici associati alla storia e alla cultura di Ahmedabad.